# 八八
八八（蒙古语转写：Baba，羅馬化：Bābā，见《史集》），元朝皇族，成吉思汗次子察合台之孙不里的孙子。

## 生平
《元史・卷107·宗室世系表》将八八大王列入阔列坚家族谱系，但《史集》明确记载他是不里之子阿合马的儿子。鉴于《元史》因编纂时间仓促常被指校正粗疏，学界多认为《史集》将其归入察合台家族的记载更为准确。八八的父亲阿合马在察合台汗国内乱中被八剌杀害，其家族为躲避八剌势力的攻击逃往元朝。同期因避乱迁居元朝的察合台系宗王还包括出伯兄弟、八剌之子别帖木儿、莫赤也别之孙拜答寒、不里之子阿只吉等，这些家族以河西至別失八里为聚居地，形成以出伯家族为核心的松散政治体（出伯兀鲁思）。迁居元朝的八八获忽必烈授予王爵，形成独立的宗王封地。至元九年（1272年），他受忽必烈赏赐银钞。元仁宗爱育黎拔力八达下诏，延祐四年（1317年）由八八之子合宾帖木儿继承王爵，据此推测八八在此前已去世。

## 子孙
据《史集》记载，八八有合必勒帖木儿、哈必勒帖木儿、允秃思帖木儿三子。《元史》仅记录合宾帖木儿、允秃思帖木儿二人，合宾帖木儿对应合必勒帖木儿或哈必勒帖木儿暂无法确定，可见该谱系混入了阿合马家族的世系。八八孙辈以后的世系记载缺失，但他的侄子秃剌因辅佐元武宗海山即位有功，在《元史》中单独列传。
- 察合台（Čaγatai，چغتاى Chaghatāī）
  - 抹土干(Mö'etüken，مواتوكان Muwātūkān)
    - 不里(Büri，بورى Būrī)
      - 阿合马(احمد Aḥmad)
        - 八八大王(Baba，باباBābā)
          - 哈必勒帖木儿(Habil-temür，Hābīr tīmūr)
          - 合必勒帖木儿(Qabil-temür，Qābīr tīmūr)
          - 允禿思帖木儿(Yultuz-temür,／Yūldūz tīmūr)

        - 撒梯(《史集》ساتیSātī，《瓦萨夫史》记作沙迪شادیŠādī)
          - 越王禿剌(Töre，تولا اغولTūlā aghūl)
            - 豫王阿剌忒納失里(Aratnaširi)
            - 西安王答儿麻(Darma)